# Башня Водяных ворот
Башня Водяных ворот — одна из башен Тульского кремля, построенного в 1514—1520.

## История
Своё название башня получила потому что через её ворота проходил крестный ход из кремля к Упе. В XVIII веке она называлась Воскресенской, из-за церкви Воскресения, которая находилась на острове между руслами реки.
Через эту башню спускался крестный ход на Богоявление для водосвятия.
Башня Водяных ворот, как и другие проездные башни кремля, квадратная. Она находится в северо-восточной стене кремля. Верхний ярус башни не связан со стенами кремля и попасть на неё можно только с боевого хода, который примыкает к стенам у башни. Через башню открыт проход на Казанскую набережную.